# Szimandron

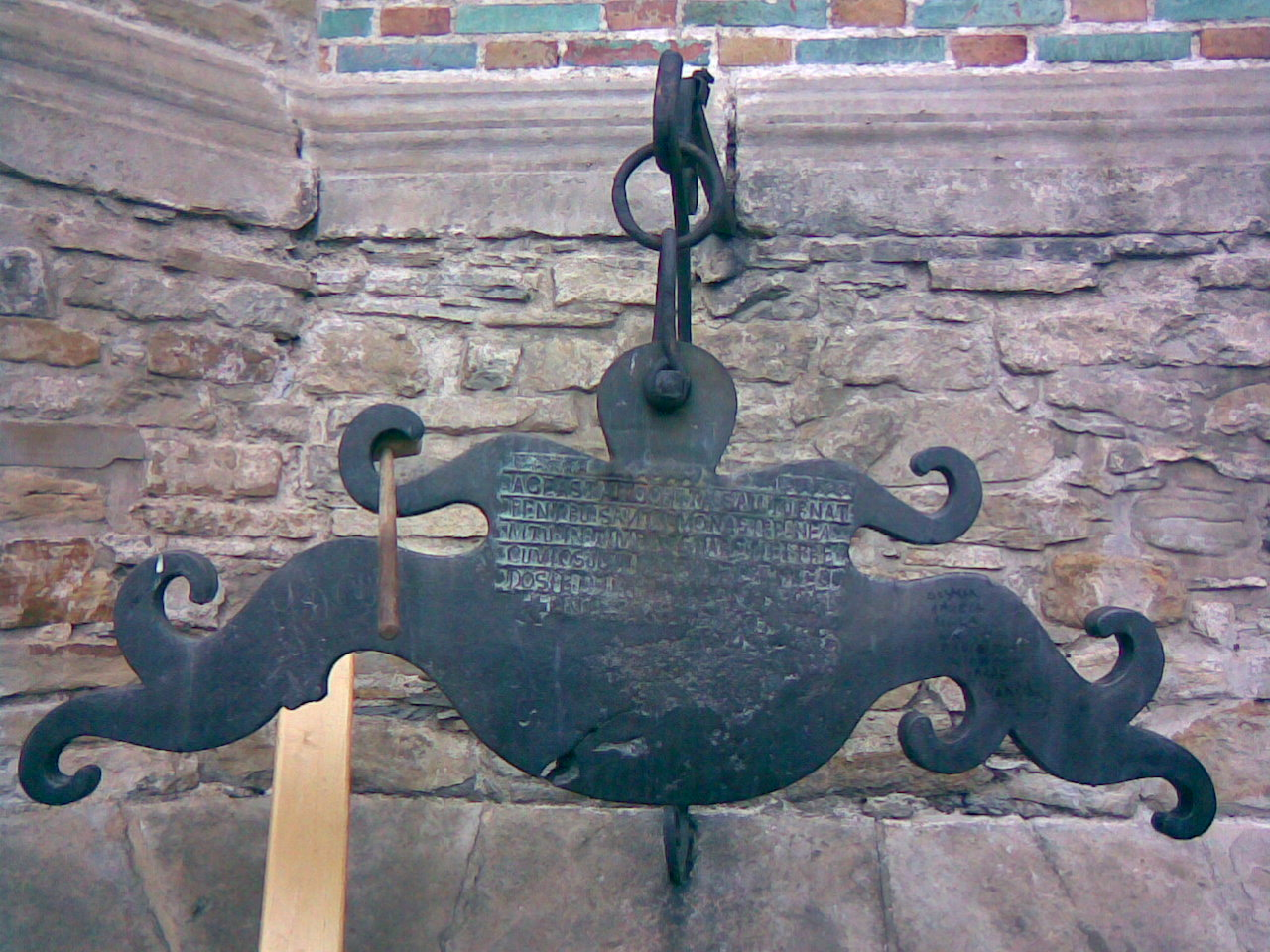
A neamţi kolostor díszes vastókája...

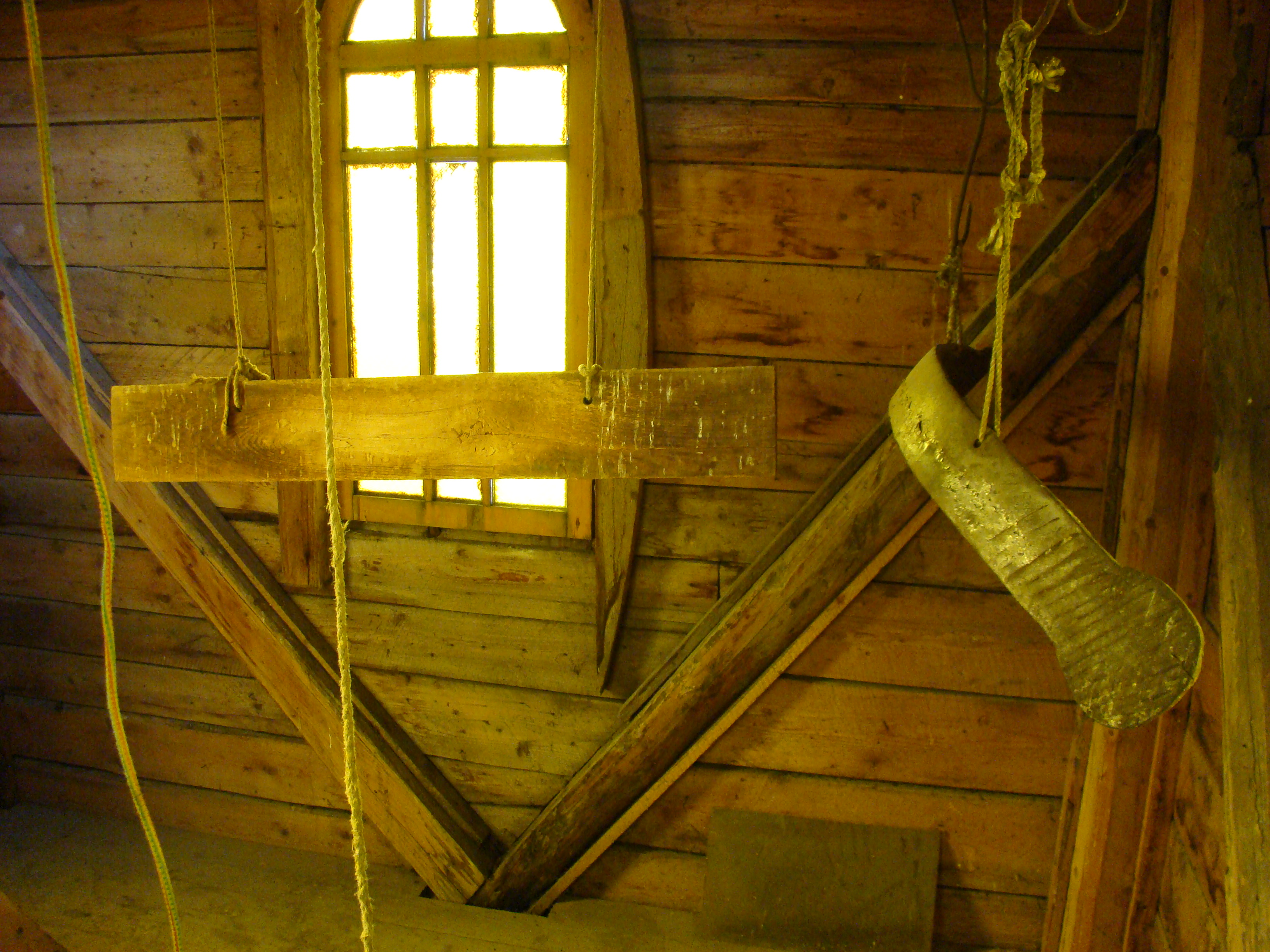
...és egy egyszerű fatóka a magyarcsesztvei fatemplomból.

A szimandron (szemantron, szémantron, szemantérion, szimantron, faharang, tóka vagy dóka, görögül: σήμαντρον, σημαντήριον vagy ξύλον,   oroszul: било, románul: toacă, bolgárul: клепало; a görög σῆμα 'jel, jelzés' szóból) fából, öntöttvasból, néha sárgarézből készült, két–három méter hosszú, 40–50 cm széles, egy vagy két kalapácsszerű verővel megszólaltatott ütőhangszer, amellyel a keleti keresztény egyházakban a hívőket istentiszteletre vagy imára szólítják. A fából készült szimandront görög szóval talantonnak is hívják.
Használatát a 6. század elejétől lehet kimutatni az egyiptomi, palesztinai és sínai-félszigeti szerzetesek körében. Innen Konstantinápolyon és az athosz-hegyi kolostorokon keresztül terjedt el a Balkánon és Oroszországban. Bizánc városában 1453-as elfoglalásakor még ötször annyi szimandront használtak, mint ahány harangot. Míg a Balkánon és az erdélyi románoknál a harang használatát sújtó korlátozások miatt az egyszerű templomokban is általánossá vált, másutt elsősorban a kolostorokban jelezte az imaórák, a liturgiák és az étkezési idő kezdetét. Oroszországban a harang korán kiszorította, de az óhitűeknél és Szibériában ma is megtalálható. Bulgáriában a függetlenné válás óta kiment a divatból. A Szír Ortodox Egyházban viszont nagy tisztelet övezi, feltalálását Noénak tulajdonítják.

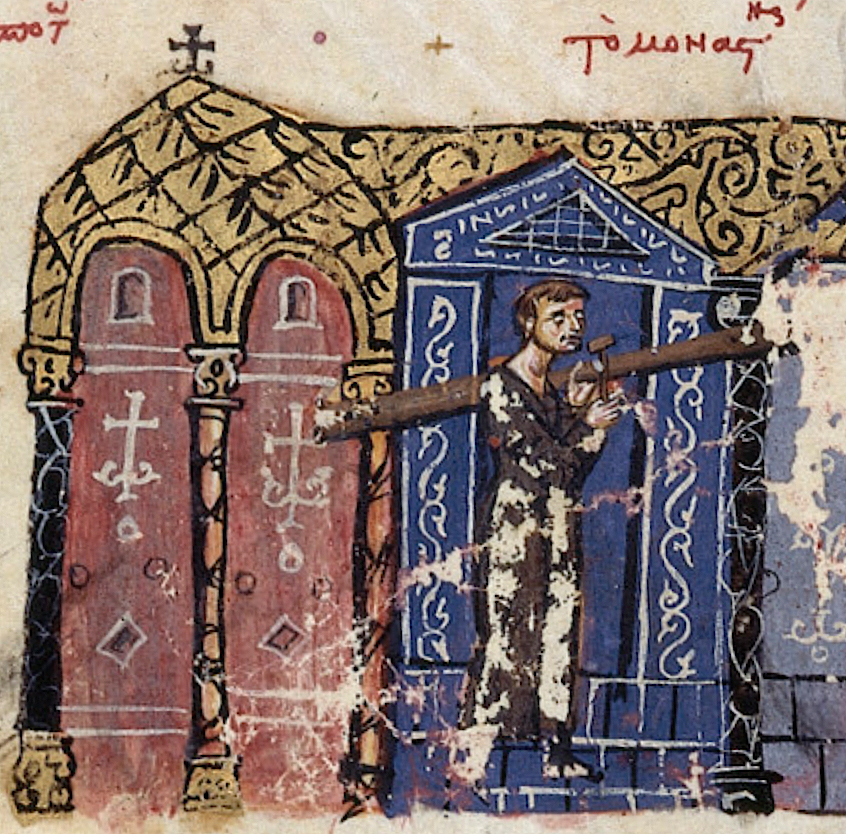
12-13. század, Szicília. Egy férfi a szemantronon játszik, egy nagyobb méretű műalkotás részlete a madridi Skylitzekből.

Hangja magas helyről több kilométerre is elhallatszik. A hang minősége az alapanyagtól (a fatókák leggyakrabban juharból vagy bükkből készülnek), a vastagságtól, a megütés helyétől, erejétől és szögétől függ, ezáltal a gyakorlott személy bonyolultabb hangsorokat is elérhet. A rögzített tókákat (a vasból valók mind ilyenek) két kézzel, a hordozhatókat egy kézzel verik, temetéseken is megszólaltathatják, illetve körmenetek alkalmával több szerzetes is hordozhatja. A vastókák verője vasból, a fatókáké (tókáló, kópia) a leggyakrabban gyertyánfából készült. 
Erdélyben a falusi, különösen az idősebb ortodox templomokban még gyakori, bár ma már a legtöbb helyen harangot is használnak. Néha a harangokkal együtt, másutt a harangszó előtt szólaltatják meg. A liturgikus év bizonyos időszakaiban, például nagycsütörtök és húsvétvasárnap között a harangok némák maradnak, de a tóka szólhat.   
Hasonló, figyelemfelhívó célú hangadó eszközt nemcsak az ortodox egyházakban használtak. Bányahelyeken, így például Torockón és Nagyágon faharanggal szólították a bányászokat a munkakezdésre. Építkezéseken gyakran felfüggesztett vaslemez vagy síndarab szolgált erre a célra.

## Külső hivatkozások
- A szócikk egyik forrása az angol nyelvű Wikipedia Semantron szócikkének ezen változata.
- A szócikk másik forrása a román nyelvű Wikipedia Toacă szócikkének ezen változata.
- Magyar néprajzi lexikon
- Szimandron, magyar ortodox portál